# Chortoicetes terminifera
Chortoicetes terminifera es una langosta australiana nativa perteneciente a la familia Acrididae, y es considerada como una plaga agrícola importante, por lo que también se la conoce como langosta de la peste australiana.
Las langostas adultas poseen un tamaño aproximado de 20 mm a 45 mm de longitud, y el color varía de marrón a verde. De perfil, la cabeza es más alta que el tórax, y el tórax tiene una marca en forma de X. Las patas tienen una franja rojiza y las alas posteriores son claras, salvo por una mancha oscura en el extremo.

## Distribución y hábitat
Chortoicetes terminifera se concentra naturalmente en el extremo noroeste de Nueva Gales del Sur y en las áreas adyacentes de Queensland y Australia del Sur, así como en Australia Occidental. A partir de estas áreas, las langostas pueden expandirse de vez en cuando para encontrarse en las áreas agrícolas del sur de Australia, Nueva Gales del Sur, incluidas Riverina y Victoria. La langosta se puede encontrar en una variedad de pastizales y hábitats boscosos abiertos en las zonas del interior del continente australiano. Los vientos de nivel superior ocasionalmente pueden llevar langostas a las zonas costeras del continente y el norte de Tasmania y pueden establecer poblaciones en los valles orientales de la Gran Cordillera Divisoria; estas poblaciones generalmente no logran establecerse por más de unas pocas generaciones.

## Ciclo de vida

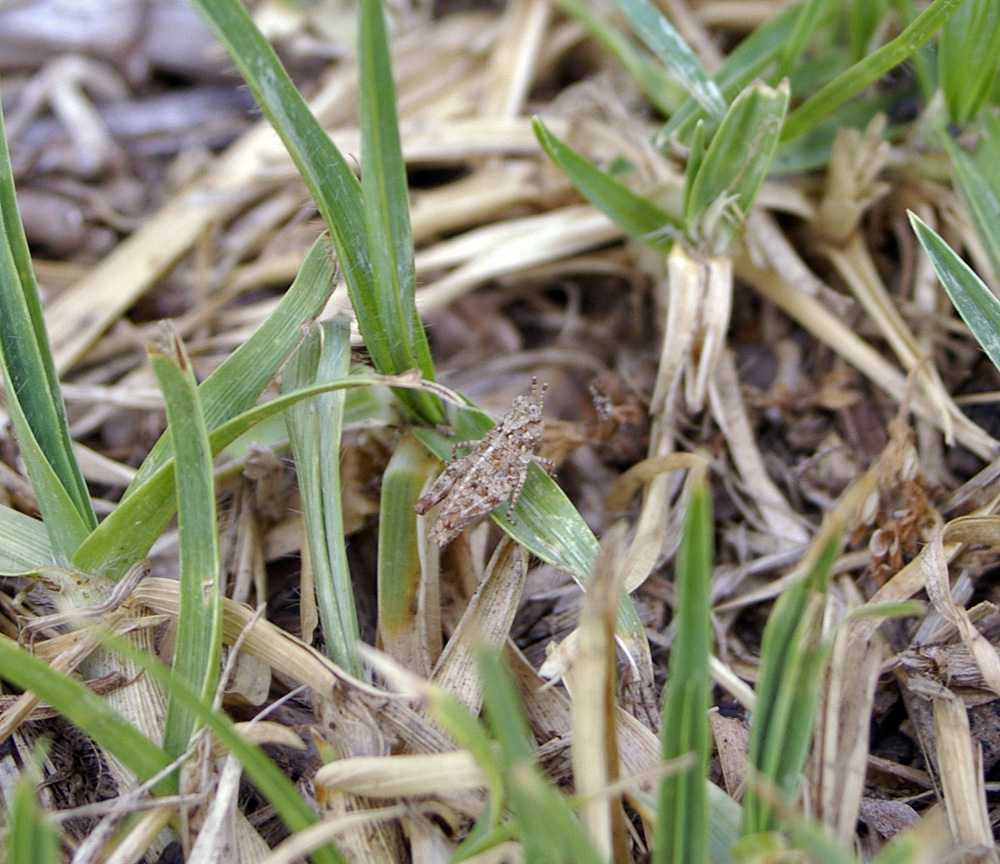
Una ninfa del primer estadio de Chortoicetes terminifera

Las langostas adultas que se alimentan de los brotes verdes que surgen después de la lluvia dentro de las 24 a 48 horas siguientes en los meses más cálidos, maduran y ponen huevos dentro de los 5 a 7 días de un evento de lluvia. Usando sus ovipositores para perforar un agujero, las langostas ponen sus huevos en el suelo en una vaina. Las vainas contienen alrededor de 30 a 50 huevos y las langostas ponen dos o tres vainas, con 5 a 10 días de diferencia. La puesta de huevos a menudo ocurre en masa, con hasta un millón depositados en una hectárea de suelo adecuado. En buenas condiciones (es decir, cálido y húmedo), los huevos tardan alrededor de dos semanas en desarrollarse.
Después de la eclosión, las ninfas tardan entre 20 y 25 días en completar el desarrollo a mediados del verano. La langosta tiene cinco estadios, con las alas cada vez más prominentes con cada muda. Después del primer y segundo estadio, las ninfas forman enjambres que son conocidas como bandas; estos tienden a dispersarse en el quinto  estadio. Las bandas del último estadio viajan hasta quinientos metros por día. Las regiones más secas del país tienen grandes enjambres que se ven desde el aire, mientras que en las regiones agrícolas, las bandas tienden a ser más pequeñas.
Después de su muda final, de 6 a 8 semanas después de la puesta de huevos, la langosta adulta se llama volantón. Los volantones tienen tres etapas de desarrollo; una fase de crecimiento, donde las alas se fortalecen y el exoesqueleto se endurece, una etapa de acumulación de grasa y, por último, el desarrollo de los ovocitos. Las poblaciones gregarias de langostas forman enjambres, recurrentes en el este de Australia central una vez cada dos o tres años. La Chortoicetes terminifera es menos gregaria que otras especies de langostas y los enjambres ocurren en un continuo desde enjambres densos a través de un rango de densidades hasta adultos dispersos. Los enjambres pueden persistir durante días, dispersándose y reformando mientras siguen el viento. Los enjambres pueden moverse hasta veinte kilómetros en un día. Los enjambres pueden infestar áreas de hasta 50 km², aunque las infestaciones típicas son menos de 5 km². Los enjambres pueden viajar hasta 800 km, tendiendo a moverse con vientos cálidos y generalmente hacia la costa en la mayoría de los casos.

## Plagas

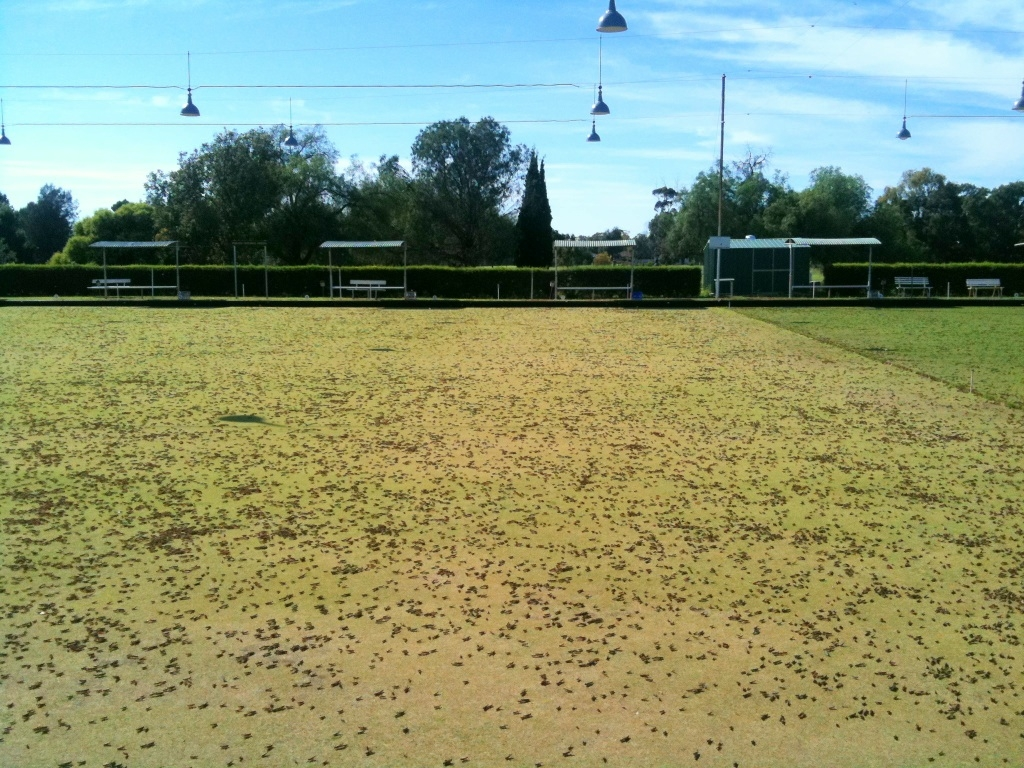
Un pequeño enjambre de alta densidad de Chortoicetes terminifera descansando sobre una bolera en Berrigan, Nueva Gales del Sur, en diciembre de 2010

Cuando la comida y las condiciones climáticas son favorables, se pueden desarrollar enormes enjambres de langostas. El primer enjambre registrado fue en 1844, con nuevos brotes desde la década de 1870 en adelante. Después de 1900, la intensidad y la frecuencia de los enjambres de langostas aumentaron, y desde la década de 1920, se ha desarrollado un patrón de poblaciones localizadas de alta densidad en algunos lugares la mayoría de los años y plagas importantes menos frecuentes en grandes áreas que persisten durante uno o dos años.
Las infestaciones en Australia occidental son menos frecuentes. Las intensas lluvias continentales, especialmente en verano, permiten que las langostas de la peste alcancen proporciones de peste con una lluvia menos regular manteniendo estas poblaciones de alta densidad. Durante estas condiciones, el patrón del ciclo de vida puede cambiar a uno en el que el período desde la eclosión hasta la madurez se reduzca a 2,5 meses. Las condiciones secas reducen las poblaciones a niveles de fondo.
Debido a su gran alcance y plagas frecuentes, la langosta australiana es la especie de langosta más dañina en Australia. El daño se limita principalmente al pasto, aunque puede ocurrir daño a los cultivos. Los cultivos de invierno avanzados generalmente se han endurecido a principios del verano, cuando las langostas de la peste se vuelven activas y, por lo tanto, no se ven favorecidas, pero las condiciones secas y los cultivos menos avanzados pueden ser altamente susceptibles a la infestación de langostas, al igual que los cultivos jóvenes de otoño.

## Control
Las pérdidas en una plaga pueden ascender de 3 a 4 millones de dólares si las barreras de protección no son efectivas. La Comisión Australiana de la Langosta de la Peste es responsable del monitoreo y control de los brotes de langosta utilizando el agente de control fipronil y reguladores del crecimiento como el diflubenzurón en la etapa de ninfas juveniles. Dos organofosfatos de la generación anterior, el fenitrotion y el clorpirifos, también se usan ocasionalmente para corridas auxiliares y de cobertura general, y el bioinsecticida Green Guard, hecho a partir de hongos nativos de Metarhizium acridum. Este último se basa en la tecnología desarrollada por CSIRO y el programa LUBILOSA, y ahora representa 12% de las aplicaciones de pulverización: para áreas protegidas, de agricultura orgánica o ambientalmente susceptibles, como los cursos de agua.